# Ані (Грузія)
Ані (груз. ანი) — село в Грузії.
За даними перепису населення 2014 року в селі проживає 348 осіб.